# Vidolè
Vidolè ist ein Arrondissement im Departement Zou im westafrikanischen Staat Benin. Es ist eine Verwaltungseinheit, die der Gerichtsbarkeit der Kommune Abomey untersteht.

## Demografie und Verwaltung
Gemäß der Volkszählung 2013 des beninischen Statistikamtes INSAE hatte das Arrondissement 25.083 Einwohner, davon waren 11.782 männlich und 13.301 weiblich.
Von den 41 Dörfern und Quartieren der Kommune Abomey entfallen sieben auf Vidolè:
1. Adandokpodji
2. Agbodjannangan
3. Ahouaga
4. Doguèmè
5. Dota
6. Hountondji
7. Sada